# 瑪希瑪·喬杜里
瑪希瑪·喬杜里（1973年9月13日—）是印度女演員及前模特兒，主要出現在寶萊塢電影。她最為人所知的電影是她1997年和沙·魯克·罕所主演的《化外之民》（Pardes），在片中喬杜里飾演一名具有印度傳統美德的女子Ganga。此電影是當地最賣座之一而她亦因此贏得1998年印度電影觀眾獎的最佳女新人獎。
喬杜里的父親是一名信奉印度教的賈特人而母親則是一名來自大吉嶺的尼泊爾裔印度人。她曾經和印度職業網球手利安德·帕斯交往但最終因男方不忠而分手。2006年，她和建築師Bobby Mukherjee結婚並在次年誕下一名女兒Ariana。

## 外部連結
- 瑪希瑪·喬杜里在互联网电影资料库（IMDb）上的資料（英文）